# Матич, Веран
Ве́ран Ма́тич (серб. Веран Матић / Veran Matić; род. 19 мая 1962, Суво-Село) — сербский журналист, директор, а также главный и ответственный редактор независимого телеканала B92.
Полных десять лет занимал должность председателя Ассоциации независимых электронных средств информации (АНЕМ), которая в данном моменте объединяет приблизительно пятьдесят независимых местных радиостанций и ТВ-каналов по всей стране.
Главный и ответственный редактор ведущей белградской радиостанции и ТВ-канала В92 (РТВ В92), которая охватывает радиостанцию, телевидение, онлайн-сервис, издательство и культурные деятельности, также концертное агентство и культурный центр РЕКС.

## Карьера
Веран Матич изучал мировую литературу на филологическом факультете Белградского университета. Занимается журналистикой с 1984 года, в альтернативных и молодёжных средствах информации в Белграде, Загребе и Любляне. Начал карьеру на НТВ Студио Б, бывшем белградском независимом ТВ-канале. В мае 1989 года создал Радио В92, первую независимую радиостанцию в Сербии.
Радиостанцию запрещали несколько раз, но ему удавалось передавать программу до момента, когда незаконным путём её переняла группа, находящаяся в близких отношениях с властными структурами в апреле 1999 года. 24 марта 1999 года, только несколько часов до начала бомбардирования НАТО, радиостанция снова запрещена, а господина Матича арестовали и недолго он просидел в предварительном заключении. Вопреки запретам, радиостанция продолжила передавать программу путём интернета до перехвата.
Под руководством г. Матича Радио В92 основало и развило несколько центров:
- Интернет-центр — OpenNet, первый Интернет провайдер в стране
- Самиздат B92 — издательская деятельность с численными титулами, включая и книги, которые занимаются исследованием войн в бывшей Югославии, также тему прав меньшинств, и он начал издавать три журнала
- РЕКС культурный центр, место на котором проводят спектакли и события внутри альтернативной и прогрессивной культурной сцены
- Кинематографическая и видео продукция, лауреат численных национальных и международных премий
- CD продукция которая проводит промоушн молодых и перспективных художников в Сербии.

В течение 2000 года дал ход делу и руководит одним из крупнейших проектов регионального объединения в сеть — все это в цели преодоления запрещения работы В92. С помощью партнеров из Румынии и Боснии и Герцеговины, господин Матич создал сеть, которая охватывала большую часть Сербии и которая сделала все, чтобы граждан информировать объективно о большом марше на Белград, который принес тихую перемену власти. Таким способом, родилось Телевидение В92, которое программу сначала передавало путём сателлита и через региональные сети, начиная передачу программы и в самом Белграде 5 октября 2000 года.
После демократических перемен, Радио и ТВ В92 продолжили развитие независимой профессиональной журналистики.
В декабре 2000 года РТВ В92 организовал конференцию о электронных средствах информации в сотрудничестве с Советом Европы, за названием «Средства информации для демократической Европы» (http://www.b92.net/events/conference/)
В мае 2001 года РТВ В92 организовал конференцию, которая занимается вопросом «Правды, ответственности и примирения», за названием «Разыскивая правду и ответственность — к демократическому будущему» (http://www.b92.net/trr/eng/)
В феврале 2002 года РТВ В92 организовал международную конференцию в сотрудничестве с Центром анти-военных действий о открытии тайных полицейских досье, проведенной в Белграде (http://www.b92.net/konferencije/dosije/index.php)

## Общественная ответственность
Общественная ответственность всегда была в сути В92. Поэтому Веран Матич В92 развил как общественно ответственную фирму средств информации и начал ряд больших гуманитарных и социально значимых акций, например:
- добровольное донорство крови
- завещание органов
- увеличение банка возможных доноров костного мозга
- большое действие профилактики рака груди, в рамках которой собраны деньги и приобретен первый движимый цифровой маммограф с которым проводится осмотр всех женщин, проживающих в Сербии возраста свыше 45 лет
- постройка Надежных домов для жертв семейного насилия, и до сих пор построено три дома, а два новых строятся
- «Врачи клоуны» также являются проектом В92
- в конце 2009 г. началось большое действие «Еда для всех», которым помогают национальным кухням и голодным в Сербии (собрали еду в стоимости больше одного миллиона евро).

О способе, которым создано и управлялось B92, опубликована книга This is Serbia Calling автора Мэттью Коллина в британском издательстве или Геррилья Радио в Соединённых Штатах Америки и в Великобритании, несколько изданий в Америке, переведена в Малайзии, Бразилии (Radio Gueririlha) и в Сербии, а готовится и киносценарий для фильма.
В Сербии опубликована и книга «Колыхание Сербии» Душана Машича.

## Издательская деятельность
Соредакторство книги с Деяном Иличем: «Правда, ответственность, примирение: Примеры в Сербии» (ко-авторы и редакторы: Деян Илич и Веран Матич), [Белград: Самиздат В92, 2000] (Truths, Responsibilities, Reonciliations: The Example of Serbia (Dejan Ilic and Veran Matic, ed., [Beograd: Samizdat B92, 2000])
Статьи Верана Матича публиковались в следующих газетах и журналах: The New York Times, The New York Book Review, The Wall Street Journal, Index on Censorship, Frankfurter Allgemeine Zeitung, Le Monde, The Nation и многих других.
Веран Матич лауреат многочисленных престижных международных премий для своей работы в течение последних двадцать лет. Самые значительные следующие:
- 1993 г. — Годовая премия Комитета охраны журналистов (Committee to Protect Journalists — CPJ, с местом нахождения в Нью-Йорке
- 1998 г. — Премия «Olof Palme Memorial Fund», которую получил для профессиональной журналистики, вместе с Виктором Иванчичем, главным и ответственным редактором хорватского независимого недельного журнала «Feral Tribune» и с Сенадом Печанином, главным и ответственным редактором сараевского недельного журнала «Dani».
- 1999 г. — На годовом собрании Мирового экономического форума его провозгласили одним из сто глобальных лидеров будущего (GLT — Global Leaders of Tomorrow) на тот год вместе с Ветоном Суроием, редактором косовской ежедневной газеты Koha Ditore, и Сашей Вучиничем, директором компании «Media Development Loan Fund», как представителями югославского региона.
- 1999 г. — Премия Annenberg школы журналистики Университета в Калифорнии за журналистскую смелость (USC Annenberg School for Communication)
- 1999 г. — Премия за общественную правду организации «Дети, объединяющие нации» (Social Justice Award Children Uniting Nations)
- 1999 г. — Премия Ilaria Alpi, посвященная памяти о корреспонденте TG3 Rai, погибшей под сомнительными обстоятельствами в Могадишо
- 2000 г. — Международный институт журналистики выбрал его одним из 50 Героев свободы печати (International Press Institute — IPI, World Press Freedom Heroe).
- 2004 г. — Премия города Белграда за журналистику за 2003 г. за последовательное старание в объективности, уравновешении в корреспондировании и уважении человеческих и гражданских прав.
- 2009 г. — Веран Матич, председатель Правления В92 — Лауреат самого большого французского знака отличия, орден Легиона чести в ранге рыцаря за борьбу, которую он вел и ведет во главе В92 за свободу средств информации.

## Премии, которые РТВ Б92 получил, как фирма
- 1993 г. — Премия за мир Датского мирового движения
- 1993 г. — Мирное перо Фламандской мировой организации
- 1996 г. — Radiostation des Jahres [Радио канал года], Medienhilfe, Швейцария
- Grand Prix of Prix Europe, премия самого большого мирового радио-фестиваля за радио-кампанию под названием Оборона достоинства
- 1998 г. — Free Media Pioneer, IPI и Форум фондация
- 1998 г. — Премия за солидарность, которую присуждает AMARC — Мировая ассоциация радиостанций, охватывающая свыше 1000 радиостанций вокруг мира.
- 1998 г. — Премия Free Your Mind, которую присуждает MTV Europe, как признание за работу В92 в промоции толерантности и уважении человеческих прав.
- Robert Schuman Medal, которую присуждает Европейская национальная партия внутри Европейского парламента
- 2000 г. — Women’s Peacepower Media Award за достижения в области интернета.
- 2001 г. — Белградский Университет искусства вознаградил В92 признанием за поддержку данной компании художественной работе студентов и профессоров, также за вклад развитию информативных программ.
- 2003 г. — B92.net провозглашен «Лучшим ІТ продуктом в категории местных web-страниц» ведущим местным компьютерным журналом «Mikro-PC World».
- 2004 г. — Журналист Милорад Весич, журналист РТВ В92, и Желько Перасович, корреспондент радио В92 из Хорватии, лауреаты премии «Свобода средств информации — Сигнал для Европы 2003 г.», которую присуждает австрийский департамент международной организации для свободы средств информации «Корреспонденты без границ» за 2003 г. за исследовательскую журналистику, которая ему вручена в Вене.
- 2004 г. — Антонела Риха — получатель престижной местной Премии за журналистику им. Юга Гризеля за «самые большие успехи в исследовательской журналистике в цели устранения границ и развития дружества между народами».
- 2004 г. — B92.net — Организация Общество Сербии для отношений с публичностью, вручила грамоты лучшим компаниям и организациям в области ПР менеджмента, а B92.NET вознагражден признанием в категории Новые средства информации/Интернет страницы.
- 2004 г. — B92.net — веб-сайт B92 лауреат премии UEPS-a (Союз экономических пропагандистов Сербии) в категории «Новое средство информации в службе специальности».
- 2005 г. — B92.net — Лучшая информативная web-страница по выбору журнала PC Press.
- 2005 г. — Захарие Трнавчевич — B92, РТС, Блиц, Независимый союз журналистов Сербии, Ассоциация независимых электронных средств информации и Министерство сельского хозяйства присудили Захарию Трнавчевичу Премию за дело всей жизни.
- 2005 г. — B92 — Специальное годовое признание UNICEF-a за качественное корреспондирование средствами информации о детях и детских правах
- 2005 г. — B92.net — Премия IT Globus, Премия за лучшую web-страницу, которую присуждает журнал Mikro PC-World
- 2005 г. — Бранкица Станкович — Премия НУНС-а за этику и смелость им. Душана Богавца
- 2006 г. — Бранкица Станкович — Премия им. Юга Гизеля, которая присуждается за самые большие успехи в исследовательской журналистике в службе развития дружбы между людьми и устранения границ между народами.
- 2006 г. — Марко Видойкович — Премия «Перо Кочича» присуждается четыре раза в год тем писателям, которые "продолжают «рассказывать и учить» как Петар Кочич, то есть глубину мыслей писателя, и себе свойственным способом следит за красой слов Кочича.
- 2006 г. — Креативная команда В92 — Креативная команда В92 лауреат ВиЗарт 2006 г. премии за самое успешное партнерство между дизайном и деловым департаментом.
- 2006 г. — Срджан Валяревич — Премия им. Биляны Йованович, которую Сербское литературное общество присуждает за лучший роман на сербском языке.
- 2006 г. — Светлана Лукич и Светлана Вукович — Премия Города Белграда за журналистику за 2005 г.
- 2006 г. — Ясмина Сеферович — Первая премия НУНС-а за телевизионную журналистику для младших журналистов.
- 2006 г. — Ясна Янкович — Вторая премия НУНС-а за исследовательскую журналистику в категории журналистов с опытом.
- 2006 г. — Югослав Чосич — Премия им. Станислава Сташи Маринковича, которую присуждает газета «Данас».
- 2006 г. — B92, Янко Баляк и Драго Хедл — Human Rights Award на 12-м Сараевском кинофестивале за лучший документальный фильм из региональной документальной программы, который обрабатывает тематику человеческих прав.
- 2006 г. — Душан Шапоня и Душан Чавич — Вторая премия на первом региональном фестивале ТВ миниатюр «Press рыцарь».
- 2006 г. — Дарко Арсич — Серебряная грамота за монтаж на первом региональном фестивале ТВ миниатюр «Press рыцарь».
- 2006 г. — Аня Абрамович — Grand prix на первом региональном фестивале ТВ-миниатюр «Press рыцарь».
- 2006 г. — Анна Велькович — Премия, которую присуждает канцелярия Сербии по интеграции с Европейским Союзом за лучшую телевизионную передачу о процессе европейской интеграции Сербии за 2006 г.
- 2007 г. — Филип Шварм — Журналистская премия им Юга Гизеля — Премия присуждается за «самые большие успехи в исследовательской журналистике, в службе развития дружбы между людьми и устранения границ между народами».
- 2007 г. — Песочник, Радио В92 — Премия Корреспондентов без границ Австрии Reportera bez granica
- 2007 г. — Телевидение В92 — Grand Superbrend премии в категории Цифровые средства информации и интернет
- 2007 г. — Филип Шварм — Премия НУНС и Посольства США за исследовательскую журналистику для документальной серии «Войсковая единица», снятой в копродукции «Время фильма» и ТВ В92.
- 2007 г. — Игорь Оршолич — «Silver Bra» премия за дизайн заглавного титра передачи «Каблуком в дверь»
- 2007 г. — B92.net — Премия Общества за отношения с публичностью за лучший и самый полезный интернет-портал
- 2007 г. — Фонд В92 — Премия за начало кампании «Надежный дом» за чрезвычайный вклад промоции и побуждению культуры корпоративных подарков, филантропии и общественно ответственного ведения дел.
- 2007 г. — B92 — ВИРТУС, главная премия за вклад на национальном уровне за корпоративную филантропию
- 2007 г. — B92 — ВИРТУС, специальная премия за вклад средств информации за корпоративную филантропию
- 2007 г. — Душан Шапоня и Душан Чавич — Бронзовая медаль на фестифале «Press рыцарь» за журналистику в категории младший журналист за миниатюру «Марка жвачка — Ряд за пенсиами»
- 2007 г. — Сандра Мандич — Золотая медаль на фестивале «Press рыцарь» за журналистику в категории младший журналист за короткий документальный фильм
- 2007 г. — B92.net — Главная премия за лучше построенную web-страницу на манифестации Вебфест (Webfest)
- 2008 г. — B92 — Первая премия журнала Статус за лучшее телевидение в 2007 г.
- 2008 г. — Даница Вученич — Третья премия журнала Статус за лучшего журналиста в 2007 г.
- 2008 г. — Югослав Чосич — Вторая премия журнала Статус за лучшего журналиста в 2007 г.
- 2008 г. — Срджан Валяревич — Премия за лучшую книгу в сети публичных библиотек Сербии отечественного автора из области литературы, литературного и научного эссе за 2007 г. присуждена Срджану Валяревичу за роман «Комо» в издательстве Самиздата В92 из Белграда
- 2008 г. — Проект «Надежный женский дом» — Премия за лучшее действие неправительственного департамента. Консультации против насилия в семье данным проектом помогли позаботиться о женщинах, которых больше всего постигло насилие в своих домах. Надежные дома обеспечили своим подзащитным покой, а их 90 процентов, после выхода, нашло работу и таким способом получило шанс для новой жизни. Премию, от имени Консультаций, приняла Весна Станоевич.
- 2008 г. — Даница Вучинич — Премия Города Белграда за журналистику
- 2008 г. — Игорь Оршолич — ГРИФОН 2008 г. в категории Кино-, видео- и ТВ графика
- 2008 г. — Мирко Ковач — Премия им. Меши Селимовича за роман «Город в зеркале»
- 2008 г. — Бранкица Станкович — Премия им. др Ергарда Бусека, которую присуждает Организация средств информации Юго-Восточной Европы (SEEMO), с местом нахождения в Виенне, за вклад лучшему пониманию в регионе
- 2008 г. — Срджан Валяревич — Вторая премия за литературу в Юго-Восточной «Banka Austrija literaris 2008», которая присуждается в рамках Венской ярмарки книг
- 2008 г. — Югослав Чосич — Премия им. Рикарда Ортега, за ТВ журналистику, которую присуждает UNCA — Ассоциация корреспондентов Объединённых наций
- 2008 г. — Александра Станкович — Вторая премия в рамках БИРН-овой программы стипендирования журналистов на Балканах
- 2008 г. — B92.net — «IT глобус» журнала Mikro за лучший web-портал в 2008 г.
- 2008 г. — РТВ B92 — Премия за общественную ответственность Economist Media grupe
- 2008 г. — Никола Радойчич — Премия за лучший билборд в 2008 г.: «Теперь поздно для каски — Не вызывай несчастье»
- 2008 г. — B92 — Специальная «Виртус» премия за вклад средств информации в области корпоративной филантропии
- 2008 г. — Бранка Стаменкович, она же Круголина Боруп — Премия Disruption за 2008 г. присуждена блогерше В92 за вклад улучшению качества работы и условий в родильных домах в Сербии
- 2009 г. — Веран Матич, председатель Правительства В92 — Лауреат самого высокого французского знака отличия, ордена Легиона чести в ранге рыцаря за борьбу, которую он вёл и ведёт во главе В92 за свободу средств информации. См: obrazloženje za dodelu ordena Legije časti.

## Другие достижения
Среди конференций, на которых Веран Матич брал участие в лице выступающего, принадлежат и следующие:
- Турбулентная Европа: Конфликт, идентичность и культура, EFTSC, Лондон, июль 1994 г.
- Виртуальная дипломатия: Революция глобальных коммуникаций и менеджмент конфликтных ситуаций, Американский институт мира, Вашингтон, апрель 1997 г.
- Средства информации в службе жизни: Защита гражданских лиц в конфликтах, Международный центр гуманитарной корреспонденции, Бостон, апрель 1997 г.
- Традиция и транзиция информативной журналистики, Freedom Forum, Европейский форум средств информации, Лондон, май 1997 г.
- Сериал «Cantigny» конференций: Революция информации и её влияние на фундаменты силы отдельных народов, Фондация McCormick Tribune и Центр стратегических и международных исследований, сентябрь 1997 г.
- Передача программы в конфликтных зонах, Американский институт мира и Голос Америки, Вашингтон, октябрь 1997 г.
- Будущая архитектура Европы, в организации Либерально-демократической и реформаторской группы Парламентарного собрания Совета Европы в Баден-Бадене, Германия, 23-24 января 1999 г.
- 1999 г. Годовая конференция международных исследований, Вашингтон, D.C., февраль 1999 г.

## Награды
- Сретенский орден III степени (2013)[7]
- Кавалер ордена Почётного легиона (2009, Франция)[8]